# ذراع أبو النجا
تقع مقابر ذراع أبو النجا بالبر الغربي لنهر النيل بمدينة طيبة القديمة بمصر، عند مدخل الخليج الجاف المؤدي للدير البحري شمال مقابر العساسيف، واستخدمت منطقة ذراع أبو النجا كمدينة الجنائزية خلال عهد الأسرة السابعة عشر، ويرجح وجود مقبرة أمنحتب الأول في المنطقة نفسها وهي المقبرة ANB، كما ضمت مقابر لكبار رجال الإمبراطورية المصرية خلال عصر الدولة الحديثة. وآخر الاكتشافات تم في شهر يناير 2017 حيث تم اكتشاف مقبرة جديدة وإعادة اكتشاف مقبرة كان قد تم توقف العمل بها من جانب بعثة ألمانية وواصلت بعثة أثرية مصرية الحفائر لتكتشف كنزاً من الآثار.
جدير بالذكر أن المقبرة الأولى يعود تاريخها إلى نهاية الأسرة السابعة وبداية الأسرة الثامنة عشر، حيث عثر على خرطوش يحمل اسم الملك تحتمس الأول، على سقف الصالة الطويلة من المقبرة.
أما المقبرة الثانية فتحمل رقم Kampp 150 فكانت بعثة ألمانية قد بدأت بترقيمها والعمل بها في التسعينات حتى وصلت إلى المدخل فقط ولم يستكمل العمل بها نهائيا حتى قامت البعثة الأثرية المصرية بإعادة اكتشافها مرة أخرى.
وخلال العصر القبطي شيد الأقباط ديرا لهم، وهو دير البخيت، فوق أنقاض المقابر الفرعونية بتلك المنطقة.

## المقابر الهامة بالمنطقة
- مقبرة ANB: ويعتقد أنها لأمنحتب الأول والملكة أحمس نفرتاري
- مقبرة 13 بطيبة: والخاصة بشوروي رئيس حملة مبخرة الإله آمون
- مقبرة 255 بطيبة: والخاصة بروي الكاتب الملكي بمدن حورمحب وآمون
- مقبرة نفرحتب: والتي عثر فيها على بردية بولاق 18.

## أعلام
- أعح حتب الثانية
- سوبك ام ساف الثاني
- منتوحتب
- أمنحتب الأول
- إياح حتب

## مطبوعات
- Marilina Betrò, Del Vesco Paolo, Gianluca Miniaci: Seven seasons at Dra Abu El-Naga. The tomb of Huy (TT 14): preliminary results، Progetti 3, Pisa 2009

## وصلات خارجية
- المعهد الألماني للآثار